# (24835) 1995 SM55
1995 أس أم 55 (ويعرف أيضًا باسم (24835) 1995 أس أم 55 وفق تسمية الكوكب الصغير) (بالإنجليزية: 1995 SM55)‏ هو كويكب ضمن حزام الكويكبات؛ وترتيبه 24835 من حيث الاكتشاف.
اكتُشف هذا الجُرم الفلكي بواسطة Nichole M. Danzl ‏ في 19 سبتمبر 1995.

## وصلات خارجية
- (24835) 1995 SM55 في قاعدة بيانات مختبر الدفع النفاث لأجرام النظام الشمسي الصغيرة

- الاكتشاف · مخطط المدار ·  العناصر المدارية · المعلمات المادية

- (24835) 1995 SM55 على موقع ويكي سكاي: DSS2, SDSS, GALEX, IRAS, Hydrogen α, X-Ray, Astrophoto, Sky Map, Articles and images